# Валуйчик
Валуйчик — село в Красногвардейском районе Белгородской области России. Является административным центром Валуйчанского сельского поселения. Ж.д.-станция Растрижено.

## География
Село расположено в юго-восточной части Белгородской области, на обоих берегах реки под названием Валуй (бассейна Северского Донца), между устьями его правых притоков (одноимённой реки Валуйчика выше и Сенной ниже), в 23,3 км по прямой к юго-юго-западу от районного центра, города Бирюча.

## История
Село Валуйчик было основано в XVII веке.
В 1796 году построена церковь на каменном фундаменте.
В 1859 года в Валуйском уезде «при речке Валуе» «по левую сторону большого почтового тракта из города Валуек на город Воронеж» было целых три Валуйчика: в 35 верстах от уездного города — хутор владельческий Валуйчик (22 двора, 114 жителей) и слобода казенная Валуйчик (71 двор, 581 житель), в 12 верстах от Валуек — село казенное Валуйчик (Валуй) — 42 двора, церковь православная.
В списке «населенных мест» той же Никитовской волости Валуйского уезда за 1900 год — два Валуйчика: сельцо Валуйчик (Генераловка) — 34 двора, 225 жителей и деревня Валуйчик (Растриженка) — 77 дворов, 479 жителей, две «черных» и одна винная лавки.
Летом 1918 года в Валуйках была создана повстанческая большевицкая армия из числа добровольцев под командованием А.Ф. Авилова.
17 июня 1918 года в соответствии с переговорами, проведенными в Коренево (Курской губернии) и Харькове, было заключено перемирие между РСФСР и Гетманской Украиной, которым устанавливалась демаркационная линия между советскими и немецкими войсками шириной 10 километров, прошедшая через Палатовскую волость, села Валуйчик, Старокожево, южнее Никитовки.
С июля 1928 года село Валуйчик — центр Валуйчанского сельского Совета в Никитовском районе ЦЧО. В сельсовет входили собственно село, слобода и шесть деревень (в том числе деревня Генераловка и слобода Растрижено).
В 1958 году в Валуйчанском сельсовете Никитовского района — двенадцать сел, деревень и хуторов.
С марта 1964 года село Валуйчик входило в Красногвардейский район и оставалось центром сельсовета (три села).
В начале 1990-х годов село Валуйчик — центр колхоза имени Черняховского (в 1992 году 359 колхозников), занятого растениеводством и животноводством.
В 1997 году село Валуйчик — центр Валуйчанского сельского округа (три села) в Красногвардейском районе.

## Население
В 1859 году в селе 397 жителей.
В 1900 году — 479 жителей.
В 1931 году в селе Валуйчике — 669 жителей, в деревне Генераловке — 303, в слободе Растрижено — 409 жителей.
На 17 января 1979 года в селе Валуйчике — 1044 жителя, на 12 января 1989 года — 862 (394 мужчины, 468 женщин).
В 1997 году в селе Валуйчике 356 домовладений, 833 жителя.
| 1859 | 1897 | 2002 | 2010 |
| ---- | ---- | ---- | ---- |
| 695  | ↘529 | ↗775 | ↘698 |

## Интересные факты
В 1697 году в Палатово прибыл сановный чиновник И.Л.Усов. В течение трех дней он вызывал в приказную избу всех русских солдат и на каждого из них заполнял опросный лист. В настоящее время опросные листы хранятся в Российском государственном архиве древних актов. В них значатся не только фамилии первопоселенцев Палатова, но и фамилии солдат, имевших наделы и проживавших в Фощеватово, Старокожево, Валуйчике, Новосельском и Пузино. Значит, эти села основаны несколько раньше, чем учинен опрос, предположительно, в начале последней четверти XVII века. Заселили их в основном русские люди, перебравшиеся сюда с северных губерний. Отдельными селами размещались украинцы, пришедшие с Приднепровья. И в наши дни здесь можно отметить характерный русский и украинский говор.